# Gérard Latulippe
Gérard Latulippe, né le 5 novembre 1944 à Montréal, est un avocat, homme politique et diplomate canadien du Québec.
Il est député à l'Assemblée nationale du Québec de la circonscription de Chambly de 1985 à 1989 sous la bannière du Parti libéral du Québec. Il assume les responsabilités de solliciteur général du Québec de 1985 à 1987 dans le second gouvernement Bourassa.
Délégué général du Québec à Mexico de 1989 à 1994, puis à Bruxelles de 1994 à 1996, il est haut-commissaire du Canada à Trinité-et-Tobago de 2012 à 2016.

## Biographie
Originaire d'une famille modeste, Gérard Latulippe étudie en économie et en droit. Après avoir obtenu une licence en droit de l'Université de Montréal, il pratique le droit au sein de cabinets privés de 1968 à 1985.

### Carrière politique
Gérard Latulippe est devenu vice-président de la commission politique du Parti libéral du Québec en 1984. Aux élections de l'année suivante, il devient député de Chambly avec 55 % des voix. Le premier ministre Robert Bourassa le nomme solliciteur général lors de la formation de son cabinet le 12 décembre 1985. Il démissionne du cabinet le 30 juin 1987 à la suite d'allégations de conflits d'intérêts,. Quelques années plus tard, à la suite d'une enquête de La Presse sur le pouvoir de la police et ses rapports avec le gouvernement, le journaliste remet en cause les faits ayant entouré sa démission.
Il démissionne également comme député le 14 juin 1989. Les représentants du gouvernement et de l'opposition lui rendent alors hommage à l'Assemblée nationale.

#### Diplomatie et politique fédérale
Après son départ de la politique provinciale active, Gérard Latulippe est nommé délégué général du Québec à Mexico le 7 août 1989. En 1994, il est affecté dans la même fonction à Bruxelles. Après ces deux mandats, il devient en juillet 1996 sous-ministre adjoint au ministère des Relations internationales du Québec.
Aux élections fédérales de 2000, il se porte candidat de l'Alliance canadienne, un parti conservateur, dans la circonscription de Charlesbourg—Jacques-Cartier; il termine au troisième rang avec 15 % des voix. En 2003, il entre au National Democratic Institute for International Affairs (NDI) où il est d'abord directeur pour le Maroc et représentant principal au Maghreb, puis directeur résident en Haïti jusqu'en 2010.
Il se trouve à Port-au-Prince lors du tremblement de terre du 12 janvier 2010 et, indemne, il prodigue des soins aux blessés dans des circonstances très difficiles en compagnie de quelques médecins de Médecins sans frontières. Peu après, il émet l'opinion que l'état d'Haïti devrait être mis sous tutelle internationale devant l'effondrement du gouvernement,.
Peu après, il est nommé par le gouvernement de Stephen Harper président de l'organisme Droits et Démocratie à l'époque où celui-ci traverse une très grave crise,. Il est resté à la tête de l'organisme, financé par le gouvernement canadien mais politiquement indépendant, jusqu'à ce que le gouvernement conservateur décide de l'abolir en avril 2012.
Le 23 novembre 2012, il est nommé haut-commissaire du Canada à Trinité-et-Tobago. Il occupe ce poste jusqu'à sa retraite en août 2016.

## Controverses
Le 1er juin 2017, Gérard Latulippe publie dans Le Devoir un plaidoyer en faveur d'une intervention militaire humanitaire au Venezuela. 
Son travail de délégué au Mexique a laissé des souvenirs mitigés. Un grand journal mexicain a publié un article l'accusant d'avoir mis un frein aux relations culturelles entre le Québec et le Mexique. Un ancien salarié a déclaré qu'il y avait une atmosphère tendue, observant que Gérard Latulippe était « imprévisible » et se laissait parfois emporter par une colère épique.

## Résultats électoraux

### Résultats provinciaux
|                                                                                               | Nom                    | Parti               | Nombre de voix | %      | Maj.  |
| --------------------------------------------------------------------------------------------- | ---------------------- | ------------------- | -------------- | ------ | ----- |
|                                                                                               | Gérard Latulippe       | Libéral             | 16 330         | 54,6 % | 4 005 |
|                                                                                               | Luc Tremblay (sortant) | Parti québécois     | 12 325         | 41,2 % | -     |
|                                                                                               | Frédéric Henderson     | NPD Québec          | 1 096          | 3,7 %  | -     |
|                                                                                               | Johanne Sévigny        | Socialisme chrétien | 151            | 0,5 %  | -     |
| Total                                                                                         | Total                  | Total               | 29 902         | 100 %  |       |
| Le taux de participation lors de l'élection était de 81,6 % et 625 bulletins ont été rejetés. |                        |                     |                |        |       |